# 友永昌治
友永 昌治（ともなが しょうじ、1954年 - ）は、社会学者。立正大学文学部社会学科名誉教授。
専門は統計学・情報数学・数理社会学。特定非営利活動法人パソコン利用技術学会元常任理事。

## 経歴
- 1954年　京都府京都市生まれ。
- 1973年　東京都立駒場高校卒業
- 1977年　上智大学理工学部数学科卒業
- 1979年　上智大学大学院理工学研究科修士課程（数学専攻）修了。理学修士
- 大学院修了後、SASソフトウエア株式会社を経て、現職

## 主な著作リスト
- 山下倫範、野海正俊、友永昌治 ：『COBOL/SAS/muMATH活用法－MS‐DOSと事務・統計・数式』 、共立出版、1986.12

| スタブアイコン | サブスタブ | この項目は、まだ閲覧者の調べものの参照としては役立たない、人物に関連した書きかけの項目です。この項目を加筆・訂正などしてくださる協力者を求めています（P:人物伝/PJ:人物伝）。 |